# ديفيد إف. نوبل
ديفيد إف. نوبل (بالإنجليزية: David F. Noble) هو مؤرخ العصر الحديث ‏ وأستاذ جامعي وكاتب ومؤرخ أمريكي، ولد في 22 يوليو 1945 في نيويورك في الولايات المتحدة، وتوفي في 27 ديسمبر 2010 في تورونتو في كندا.